# J. Bakker Denies
J. Bakker Denies BV was gedurende de jaren 1960-1980 een bedrijf dat kermisattracties bouwde en het eerste bedrijf in Nederland dat een Polyp fabriceerde.

## Beginjaren
Het bedrijf J. Bakker Denies BV werd in de jaren 60 opgericht door Jan Bakker (Zuidbroek, 6 april 1924 - Apeldoorn, 31 oktober 1980). Hoofdactiviteiten waren kermisexploitatie en bouwen van kermisattracties. Denies in de bedrijfsnaam verwijst naar de echtgenote van de oprichter.

## Bekendheid
Begin jaren 70 ontwierp J. Bakker Denies BV een Polyp die geschikt was om mee rond te reizen. Deze was gebaseerd op een moeilijk te transporteren model van het Duitse bedrijf Klaus. In 1971 werd de eerste in Nederland gemaakte Polyp aan de kermisfamilie Th. Boesveld–Ropers verkocht en voor het eerst in datzelfde jaar in Deventer in gebruik genomen. De vraag naar gelijkaardige attracties nam toe en ook in het buitenland verwierf J. Bakker Denies bekendheid. Als gevolg van de buitenlandse vraag naar kermisattracties werd een zusteronderneming in Spanje geopend, voornamelijk om de Franse en Spaanse markt te bedienen.

## Overname
In de jaren 80, na het overlijden van Jan Bakker, werd de bouw van de attracties voortgezet door Van Velzen Extern Engineering B.V. onder de naam Carrousel Holland B.V. (CAH). De 'Bakker Polyp' bleef op de kermissen een vaste waarde en Jan Bakker, de ontwerper, werd onder kermisreizigers een naam die respect oproept.

## Attracties
Naast de Polyp bouwde J. Bakker Denies ook nog de Spider, de Century 2000, de Skylab, Boomerang, de Sprinter en de NASA 2000. Deze attracties zijn nog steeds terug te vinden op kermissen en in attractieparken, zowel in binnen- als buitenland.

## Voetnoten
1. ↑  Genealogie Jan Bakker
2. ↑  Historisch kermistransport Nederland, bron Stichting kermiscultuur, foto 505
3. ↑  Vilvoordeanno.be. Gearchiveerd op 28 oktober 2018. Geraadpleegd op 10 maart 2019.
4. ↑  http://invenes.oepm.es/. Gearchiveerd op 12 augustus 2023.
5. ↑  De-moeder aller draaimonsters is geen zorgenkind - De Volkskrant 05/05/1995. Gearchiveerd op 28 oktober 2018.
6. ↑  Alan Price, The fairground Mercury, The journal of the Fairground Association, vol.3 nr.2 1980, p.19